# فرانسین هاینریش
فرانسین هاینریش دیپلمات سابق و مجموعه‌دار فرانسوی است. وی چندین سال سفیر جامعه اروپایی در هند و سفیر فرانسه در کشورهای مصر، تونس، نپال، بوتان و سریلانکا بوده‌است. این سیاستمدار اسبق اکنون بیشتر شخصیتی فرهنگی هنری دارد که در باغ-موزه شخصی‌اش در نورماندی، دو هزار قطعه اثر نقاشی و مجسمه نگهداری می‌کند.
هاینریش در موزه خود آثار بسیاری از عمرالنّجدی هنرمند فقید مصری نگهداری می‌کند؛ تا جایی که مهم‌ترین مجموعه از آثار نجدی در موزه او قرار دارد.
باغ-موزه فرانسین هاینریش در گاسنی نورماندی واقع در ساحل شرقی رودخانه سن و در ۸۵ کیلومتری پاریس قرار دارد که در آن نقاشی‌ها و مجسمه‌هایی از هنرمندان آشنا و ناآشنای جهان نگهداری می‌شود. چند تندیس از رضا یحیایی، نقاش و مجسمه‌ساز ایرانی، در وسط مجموعه نصب شده‌است که «شقایق» نام دارد. آثاری از سعید خاورنژاد، دیگر هنرمند ایرانی هم در این موزه نگهداری می‌شود.